# Ave (nome)
Ave  è un nome proprio di persona italiano femminile.

## Varianti
- Femminili: Ava[1][2]
  - Composti: Ave Maria[1]
- Maschili: Avo[1]

## Origine e diffusione

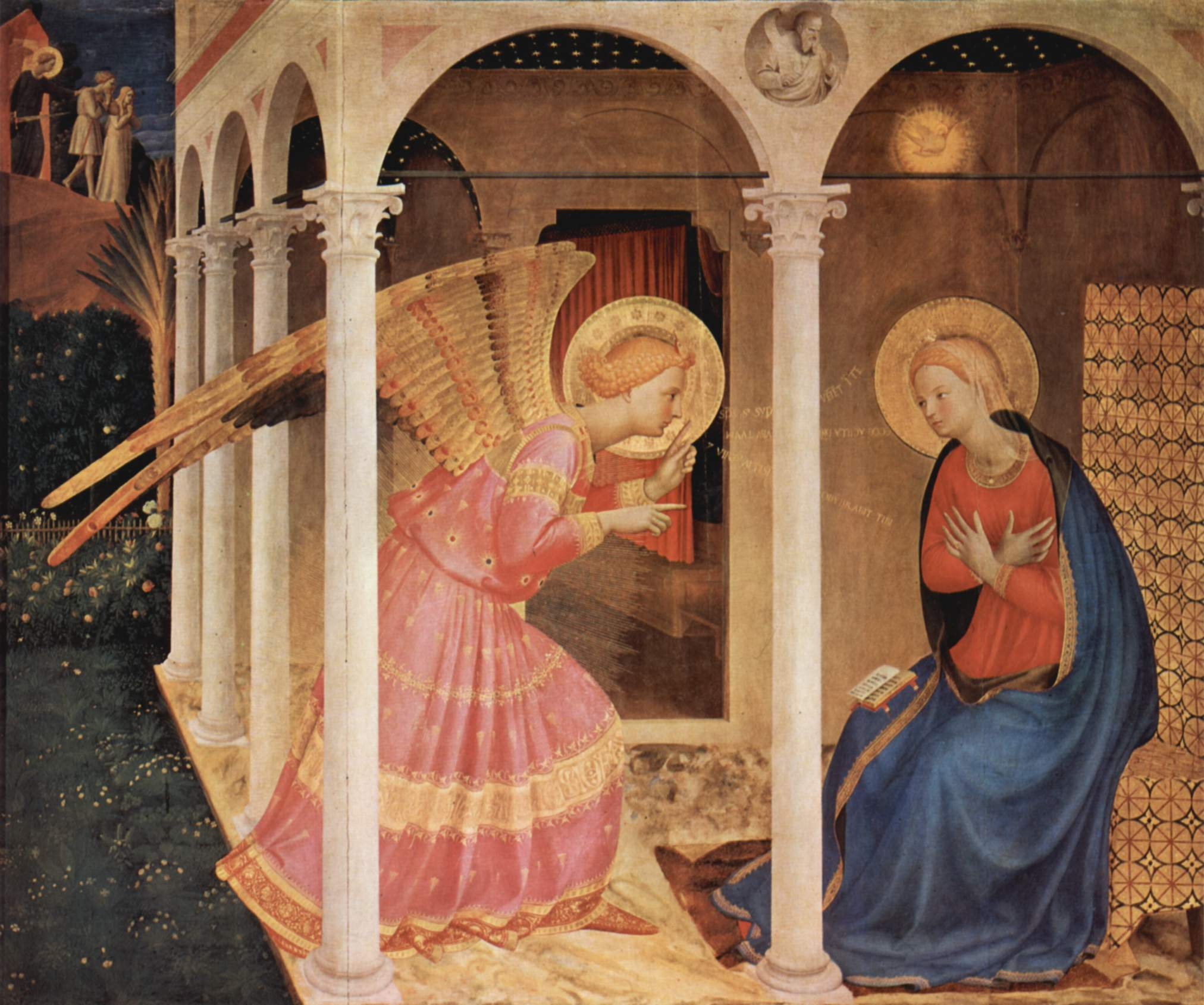
Annunciazione, del Beato Angelico

Nome di origine marcatamente cristiana e specialmente mariana, fa riferimento alla frase con cui l'angelo Gabriele salutò la vergine Maria nel racconto biblico (Lc1:26-28, in latino Ave [Maria] gratia plena), da cui poi è derivata la nota preghiera cattolica dell'Ave Maria. Il saluto Ave era in uso già nell'antica Roma (celebre la frase Ave, Cesare), ed etimologicamente deriva dalla forma imperativa del verbo latino avere, quindi ha il letterale significato di "abbi [salute]", cioè "stai bene".
Riguardo alla sua diffusione, il nome è scarsamente utilizzato, e si trova soprattutto in Italia centro-settentrionale, specie in Emilia-Romagna e in Lombardia; è inoltre attestato anche in spagnolo e catalano. In alcuni casi, specie per quanto riguarda la forma "Ava", il suo utilizzo può essere dovuto alla popolarità dell'attrice Ava Gardner (ma nel suo caso il nome "Ava" aveva origini differenti). Per quanto riguarda la forma maschile Avo, essa potrebbe anche essere ricondotta al termine italiano avo ("nonno" o "antenato").

## Onomastico
Nessuna santa ha mai portato il nome "Ave", che quindi è adespota; l'onomastico ricorre quindi il 1º novembre, in occasione di Ognissanti. Alcune fonti lo pongono invece al 29 aprile in memoria di sant'Ava, figlia di Pipino il Giovane e badessa a Denain, e altre ricordano l'esistenza di un sant'Avo, un profumiere martire a Tiflis nell'VIII secolo, che è commemorato l'8 gennaio, ma in entrambi i casi il loro nome ha un'origine diversa.

## Persone
- Ave Ninchi, attrice e conduttrice televisiva italiana